# 柔佛科技园
柔佛科技园是一个位于马来西亚柔佛州古来县士乃的工业园，与马来西亚工艺大学毗邻。